# Cyrtandra scabrella
Cyrtandra scabrella är en tvåhjärtbladig växtart som först beskrevs av C.B. Clarke (pro. sp..  Cyrtandra scabrella ingår i släktet Cyrtandra och familjen Gesneriaceae. Inga underarter finns listade i Catalogue of Life.